# Origins Vol. 1
Origins Vol. 1 ist ein am 15. April 2016 veröffentlichtes fünfte Soloalbum des US-amerikanischen Gitarristen Ace Frehley.

## Hintergrund
Mit Origins Vol. 1 spielte der ehemalige Kiss-Gitarrist Ace Frehley ein Album ein, das ausschließlich aus Coverversionen bestand. Dennoch enthält Origins Vol. 1 mit Parasite und Cold Gin zwei Lieder, die Frehley als Gitarrist von Kiss in den 1970er Jahren selbst geschrieben hatte. Den Gesang bei den Aufnahmen der Originalversionen hatten jedoch Gene Simmons bzw. Paul Stanley übernommen. Technisch gesehen stellen diese Aufnahmen eigener Songs auf Origins Vol. 1 daher Coverversionen dar.
Die übrigen Lieder nahm Frehley auf, weil sie ihn in seiner Jugend geprägt hatten. Hierzu zählten Titel von Led Zeppelin, den Rolling Stones oder auch The Kinks. Neben den Musikern aus Frehleys aktueller Band wirkten auch Gastmusiker an den Aufnahmen mit: Gitarrist John 5 unterstützte Frehley bei Parasite und Jimi Hendrix’ Spanish Castle Magic, Lita Ford nahm mit ihm Wild Thing auf, Slash half bei Emerald von Thin Lizzy aus. Mike McCready (Pearl Jam) spielte beim Kiss-Titel Cold Gin mit, und Frehleys ehemaliger Bandkollege Paul Stanley sang Fire and Water von Free ein.
Das Lied White Room, das erstmals von Cream aufgenommen worden war, wurde am 12. Februar 2016 als erste Single veröffentlicht. Fire And Water wurde am 14. April 2016 via SoundCloud der Öffentlichkeit zugänglich gemacht; das Musikmagazin Rolling Stone berichtete, dass das Lied die erste gemeinsame Aufnahme von Paul Stanley und Ace Frehley seit 18 Jahren gewesen sei. Die beiden Musiker nahmen auch ein Musikvideo zu dem Lied auf, das am 27. April 2016, Frehleys Geburtstag, veröffentlicht wurde.

## Titelliste
| Nr. | Titel                                                  | Autor(en)                                                | Gastmusiker   | Länge |
| --- | ------------------------------------------------------ | -------------------------------------------------------- | ------------- | ----- |
| 1.  | White Room (Cream; Singleauskopplung am 12. Feb. 2016) | Jack Bruce, Pete Brown                                   |               | 4:20  |
| 2.  | Street Fighting Man (The Rolling Stones)               | Mick Jagger, Keith Richards                              |               | 3:57  |
| 3.  | Spanish Castle Magic (Jimi Hendrix)                    | Jimi Hendrix                                             | John 5        | 3:35  |
| 4.  | Fire And Water (Free)                                  | Andy Fraser, Paul Rodgers                                | Paul Stanley  | 4:11  |
| 5.  | Emerald (Thin Lizzy)                                   | Brian Downey, Brian Robertson, Phil Lynott, Scott Gorham | Slash         | 4:11  |
| 6.  | Bring It On Home (Led Zeppelin)                        | Jimmy Page, Robert Plant, Willie Dixon                   |               | 5:07  |
| 7.  | Wild Thing (Jordan Christopher & The Wild Ones)        | Chip Taylor                                              | Lita Ford     | 4:43  |
| 8.  | Parasite (Kiss)                                        | Ace Frehley, Paul Stanley                                | John5         | 3:48  |
| 9.  | Magic Carpet Ride (Steppenwolf)                        | John Kay, Rushton Moreve                                 |               | 5:34  |
| 10. | Cold Gin (Kiss)                                        | Ace Frehley                                              | Mike McCready | 4:14  |
| 11. | Till The End Of The Day (The Kinks)                    | Ray Davies                                               |               | 3:37  |
| 12. | Rock and Roll Hell (Kiss)                              | Gene Simmons, Jim Vallance                               |               | 7:05  |

## Rezeption
Das Album stieg am 7. Mai 2016 auf Platz 23 der US-Album-Charts ein und rutschte in der zweiten Woche auf Platz 197 ab.
Rocks schrieb, bis auf „die lahme Wild Thing-Version“ sei das Album „unterhaltsam ausgefallen und gut dazu geeignet, die Zeit bis zum nächsten vollwertigen Soloalbum zu überbrücken“.